# Dinetus racemosus
Dinetus racemosus là một loài thực vật có hoa trong họ Bìm bìm. Loài này được (Roxb.) Buch.-Ham. ex Sweet mô tả khoa học đầu tiên năm 1825.